# منشأ نفتی غیرزیستی
منشأ نفتی غیرزیستی یا منشأ نفتی ابیوژنیک فرضیه‌ای است که بیان می‌کند که ذخایر نفت و گاز طبیعی بیشتر از طریق تجزیه غیر ارگانیسم‌ها به وسیله مواد معدنی غیر آلی تشکیل می‌شوند. فرضیه گازی عمیق توماس گلد بیان می‌کند که منشأ برخی از ذخایر گاز طبیعی از هیدروکربنهای ژرف در گوشته زمین تشکیل شده‌است. نظریه‌هایی که منشأ غیرطبیعی نفت را توضیح می‌دهند، با این حال، به‌طور کلی مورد قبول جامعه علمی قرار نمی‌گیرند، و توسط اکثر محققان و نظریه‌های علمی پیرامون این موضوع رد می‌شوند.
مطالعات اولیه دربارهٔ سنگ‌های مشتق شده از گوشته‌ها از بسیاری از مناطق، نشان داده‌است که هیدروکربن‌های موجود در منطقه گوشته را می‌توان به‌طور گسترده در سراسر جهان یافت. با این حال، محتوای چنین هیدروکربن‌هایی دارای غلظت کم هستند. اگرچه ممکن است ذخایر زیادی از هیدروکربنهای غیر زنده وجود داشته باشد، اما مقادیر قابل توجهی در جهان از هیدروکربنهای غیر زنده بعید به نظر می‌رسد.